# Weißschopf-Brillenvanga
Der Weißschopf-Brillenvanga (Prionops plumatus), auch Weißschopf-Brillenwürger, ist eine Vogelart aus der Familie der Vangawürger (Vangidae). Er ist in Afrika südlich der Sahara weit verbreitet und gilt derzeit als nicht gefährdet. Auffälligste Merkmale der Art sind ein gelber Ring um die Augen und eine besonders große Haube, die allerdings nicht bei allen Unterarten gleichermaßen ausgeprägt ist.

## Merkmale
Der Vogel ist ein mittelgroßer Vertreter seiner Familie, der eine Größe zwischen 19 und 25 cm und ein Gewicht im Bereich von 25 bis 49 g erreicht. Ein äußerlich erkennbarer Sexualdimorphismus liegt bei der Art nicht vor. Der Körperbau ist durch einen langen Schwanz und breite, abgerundete Flügel geprägt. Das Gefieder ist an Rücken, Mantel und Oberschwanzdecken bläulich-schwarz gefärbt und kann, bei manchen Lichtverhältnissen, einen leicht grünlichen Glanz aufweisen. Die Brust, der Bauch sowie die ungewöhnlich großen Unterschwanzdecken sind einheitlich weiß bis grau-weiß, was sich als breites Band bis in den Nacken fortsetzt. Im oberen Nackenbereich wird diese Färbung von Grautönen abgelöst, die sich zu den Ohrdecken als halbmondförmiges Band strecken und dabei immer dunkler werden. Hinter und unter den Augen findet sich ein fächerförmiger, weißer bis grau-weißer Fleck. Die Haube ist bei Exemplaren der Nominatform besonders stark ausgeprägt. Die bis zu 38 mm langen, weißen Federn sind außerdem leicht nach vorn gebogen. Bei anderen Unterarten ist dieses Merkmal deutlich weniger stark ausgeprägt oder fehlt fast vollständig. Die Federn an Stirn, Scheitel und Kinn sind in der gleichen Farbe gehalten und ebenfalls verlängert, was diesem Bereich ein buschiges Aussehen verleiht. Die Augen werden von einem auffälligen, fleischigen Kranz in kräftigen Gelbtönen umgeben. Die Iris des Auges selbst ist ebenfalls gelblich. Die Flügel zeigen eine schwarze, leicht glänzende Grundfärbung, die von einem breiten, weißen Streifen entlang der Arm- und Handdecken sowie der Außenfahnen der Armschwingen und Schirmfedern unterbrochen wird. Die Spitzen der Armschwingen sind darüber hinaus ebenfalls weiß. Am Schwanz sind die äußeren Steuerfedern vollständig weiß, während die übrigen Steuerfedern nur einen breiten, weißen Fleck an der Spitze aufweisen, der nach innen hin immer kleiner wird. Der Rest dieser Federn entspricht in seiner Färbung der des Rückenbereichs. Der vergleichsweise kurze aber kräftige Schnabel ist schwarz gefärbt, die Spitze der oberen Mandibel endet in einem Haken, der das Greifen von Beute erleichtert. Die unbefiederten Beine und Füße sind rötlich-orange bis rosafarben und enden in langen, stark gebogenen Krallen.

## Verbreitung und Gefährdung

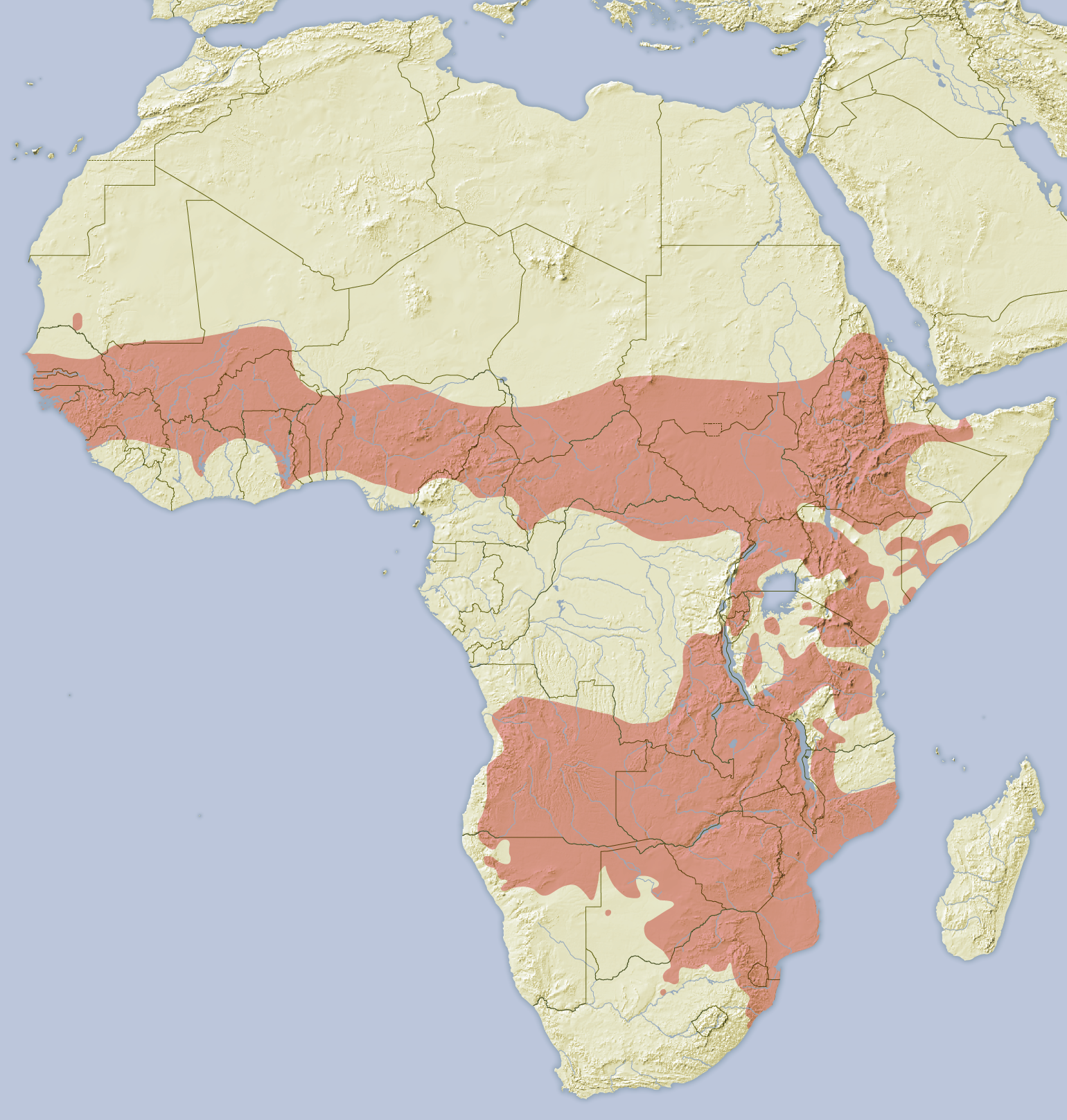
Verbreitungsgebiet des Weißschopf-Brillenvangas

Das Verbreitungsgebiet des Weißschopf-Brillenvangas ist sehr groß und schließt weite Teile Subsahara-Afrikas ein. Es erstreckt sich zunächst von den Küsten Senegals und Guineas als breites Band quer über den Kontinent bis nach Äthiopien und in den Osten Somalias. Darüber hinaus wird weiter südlich ein Gebiet vom Nordwesten Angolas bis in den Nordosten Südafrikas und von Zentralnamibia bis in den Nordosten Mosambiks besiedelt. Dazwischen liegt in Ostafrika eine Reihe weiterer Gebiete, in denen die Art nachgewiesen wurde, die allerdings weniger zusammenhängend sind. Die Art ist ein Flachlandbewohner und besiedelt typischerweise Regionen unterhalb von 1500 m kann jedoch selten auch auf bis zu 1800 und in Ausnahmefällen sogar auf bis zu 2200 m Höhe angetroffen werden. Obwohl keine aktuellen Schätzungen der Populationszahlen vorliegen, gilt die Art allgemein als häufig, die Bestände scheinen stabil zu sein. Die IUCN stuft die Art deshalb auf der niedrigsten Gefährdungsstufe least concern („nicht gefährdet“) ein, wobei vor allem das extrem große Verbreitungsgebiet zu dieser Einschätzung beiträgt.

## Habitat und Lebensweise
Weißschopf-Brillenvangas sind bei der Wahl ihres bevorzugten Habitats wenig anspruchsvoll und tolerieren eine Reihe offener Landschaftsformen wie baumbestandene Savannen und lichtes Waldland, werden jedoch häufig auch in menschengemachten Lebensräumen wie Plantagen und Gärten angetroffen. Obwohl es sich weitestgehend um Standvögel handelt, unternehmen sie vor allem in Dürrejahren ausgedehntere nomadische Wanderungen und sind dann teilweise auch in eigentlich ungewöhnlichen Habitaten wie dichteren Wäldern aber auch urbanen Umgebungen anzutreffen. Darüber hinaus wandern in hochgelegenen Gebieten lebende Populationen bei kälteren Witterungsbedingungen in tieferliegende Regionen. Diese Vögel sind gesellig und ziehen in kleineren Gruppen aus bis zu 22 Individuen umher. Diese Gruppen sind während der Wintermonate der Südhalbkugel tendenziell größer als in den Sommermonaten. Hierbei handelt es sich um Familiengruppen mit einer komplexen Sozialstruktur, die jeweils vom größten Weibchen dominiert werden, das zumeist auch die ausgeprägtesten Augenringe besitzt. Unmittelbar danach folgt sein Partner, das größte Männchen der Gruppe, in der Rangstruktur. Darunter stehen kleinere Weibchen, in der Regel Schwestern des dominanten Weibchens, gefolgt von Brüdern des dominanten Männchens. Weiter unten stehen die Nachkommen des Alpha-Pärchens, das sich als einziges in der Gruppe fortpflanzen darf, wobei ältere Nachkommen höher gestellt sind als jüngere. Spätestens im Alter von einigen Jahren verlassen die Nachkommen die Familiengruppe und bilden normalerweise zunächst Junggesellenschwärme mit Vertretern des eigenen Geschlechts, bis sie auf eine passende Gruppe des anderen Geschlechts treffen und einen neuen Familienverbund etablieren. Jede Familiengruppe verteidigt ein eigenes Territorium von etwa 18 ha Größe, insbesondere auf Prädatoren wie Eulen und Adler hassen die Vögel dabei sehr aggressiv und ausdauernd. Obwohl sich die Territorien einzelner Gruppen überschneiden können, kommt es zwischen diesen regelmäßig zu Konflikten, die aber nur selten gewaltsam ausgetragen werden und in der Regel damit enden, dass eine Gruppe als enger Schwarm die Flucht ergreift. Aggression wird durch schnelles Schnappen mit dem Schnabel und das Ausstoßen eines tiefen grrr-Lautes angezeigt. Als territoriale Zurschaustellung wird außerdem das sehr enge, aufrechte Sitzen mit aufgestellten Schwanzfedern interpretiert, wobei die Vögel ihre Köpfe von einer Seite zur anderen wiegen. Das dominante Weibchen sitzt dabei höher als der Rest der Gruppe. Weißschopf-Brillenvangas gelten als laute und ruffreudige Vögel, die über mehr als 20 unterscheidbare Lautäußerungen kommunizieren. Die Stimme hat grundsätzlich einen leicht nasalen Klang, wobei das Repertoire zwitschernde, summende oder auch grollende Laute umfasst. Komplexere Gesänge werden in der Regel vom dominanten Weibchen initiiert. Einige Laute scheinen darüber hinaus geschlechtsspezifisch zu sein.

### Ernährung und Jagdverhalten

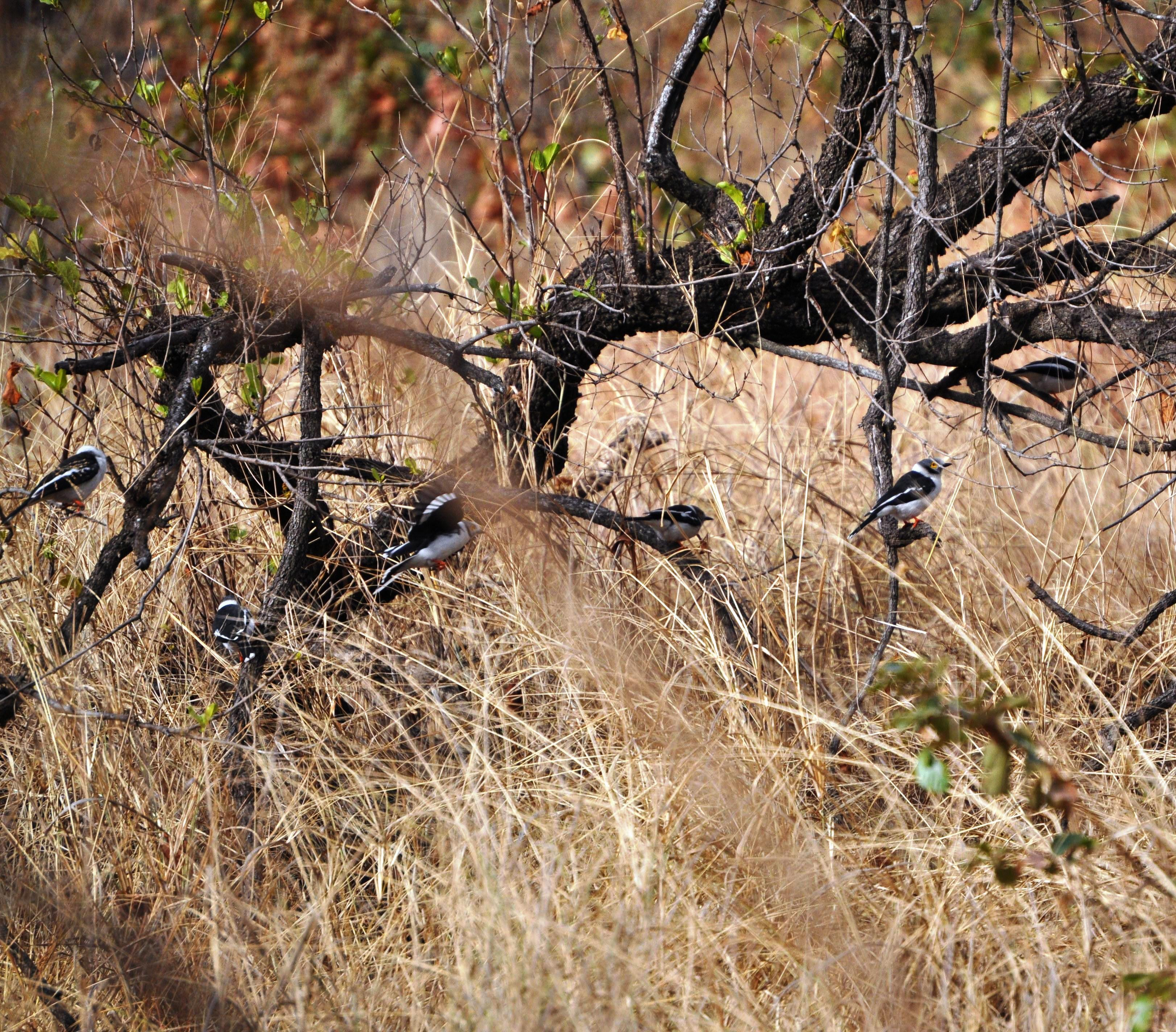
Mehrere Weißschopf-Brillenvangas auf ihrem Jagdansitz im hohen Gras

Die Nahrung besteht vorwiegend aus verschiedensten Gliederfüßern, wobei Schmetterlinge und deren Raupen einen besonders großen Teil der Ernährung ausmachen. Hinzu kommen Fangschrecken, Ameisen, Termiten, Heuschrecken, Spinnen, Tausendfüßer und Käfer. Gelegentlich werden auch kleinere Reptilien, darunter vor allem Geckos, erbeutet. Das Jagdverhalten der Art ist variabel und scheint saisonal unterschiedlich zu sein. Die Nahrungssuche findet dabei immer in der Gruppe statt, wobei einzelne Individuen als Wachposten fungieren und gegebenenfalls vor Bedrohungen warnen, während der Rest der Gruppe mit Fressen beschäftigt ist. Während der Sommermonate fliegen die Vögel dabei von Baum zu Baum und durchsuchen diese aktiv nach Fressbarem. Die Beute wird dabei mit dem Schnabel von Stämmen, Blättern und Ästen gepickt, fliegende Beute auch mit kurzen Flügen in der Luft gegriffen. Die Vögel folgen dabei immer für einige Tage am Stück denselben Routen oder schließen sich als Gruppe einem gemischten Schwarm mit anderen Vogelarten an. In den Wintermonaten wechselt die bevorzugte Jagdmethode zur Ansitzjagd, bei der die Vögel an einer Sitzwarte auf vorbeikommende Beute warten. Diese wird nun vornehmlich am Boden gesucht. Wurde ein potenzielles Beutetier gesichtet, lassen sich die Vögel aus ihrer erhöhten Position darauf fallen und schlagen es mit ihrem Schnabel. Größere Beute wird generell vor dem Verzehr getötet, indem sie gegen einen Stamm oder Ast geschlagen wird.

### Fortpflanzung
Die Art brütet mehrmals im selben Jahr, wobei zwei bis drei Brutversuche pro Saison typisch sind. Dabei pflanzt sich nur das dominante Paar einer Gruppe, das zumindest für einige Jahre monogam bleibt, fort. Die übrigen Mitglieder der Gruppe agieren als Bruthelfer. Selten gibt es auch Berichte über Brutpaare ohne Helfer, deren Brutversuche jedoch fast immer erfolglos bleiben. Die Auswahl des Nistplatzes obliegt den Alpha-Vögeln, die dies dem Rest des Trupps durch lautes Rufen und Bewegungen, die den Nestbau imitieren, signalisieren. Die Nester werden dabei mindestens 50 m von denen anderer Gruppen angelegt, sind aber häufig deutlich weiter voneinander entfernt. Ein typischer Nistplatz liegt etwa 3 bis 6 m über dem Erdboden auf einem horizontalen Ast oder in einer Astgabel. Das Nest selbst besteht aus Streifen von Borke, die zu einer tassenförmigen Konstruktion mit etwa 8 bis 9 cm Durchmesser arrangiert werden. Zusammengehalten wird das Nest mit Spinnennetzen, die um die Borkenstücke herumgewickelt werden. Die Innenseite wird außerdem mit Gras, Flechten oder weichen Wurzelfasern ausgekleidet. An der Sammlung des Materials und der eigentlichen Konstruktion des Nests beteiligen sich wiederum alle Gruppenmitglieder, wobei die dominanten Vögel die meiste Arbeit übernehmen. Die ausgewählten Bäume haben häufig eine gräuliche Rinde oder sind stark mit Flechten bewachsen, was dazu führt, dass das in Spinnennetze gewickelte Nest gut getarnt ist und wie eine Unebenheit des unterstützenden Astes wirkt. Das dominante Weibchen legt nach der Fertigstellung üblicherweise vier Eier, wobei auch Gelegegrößen zwischen zwei und fünf Eiern vorkommen können. Ihr Grundfärbung ist recht variabel und kann von blassgrün über bläulich und rosafarben bis hin zu hellen Brauntönen reichen. Vor allem am dickeren Ende finden sich unregelmäßig geformte, braune, graue oder lilafarbene Flecken. Ihre durchschnittlichen Abmessungen liegen bei circa 20,6 × 16,0 mm. Die Inkubationszeit beträgt zwischen 17 und 21 Tagen, in denen sich die Mitglieder der Gruppe bei der Bebrütung abwechseln. Der gerade brütende Vogel kann die anderen mit einem bestimmten, in etwa wie zrrreeeu-zrrreeeu klingenden Laut herbeirufen, diese aber auch durch lautes Klappern mit dem Schnabel zum fernbleiben auffordern. Letzteres geschieht normalerweise, wenn sich mögliche Prädatoren in der Umgebung des Nistplatzes aufhalten. Jungvögel sind nach dem Schlüpfen zunächst nackt und blind, ein Daunenkleid entwickelt sich jedoch kurz nach der Geburt. Alle Gruppenmitglieder versorgen die Nestlinge mit Nahrung und hudern diese, wobei zu jeder Zeit mindestens einer der Adulten am Nest verbleibt. Von den Nachkommen produzierte Fäkalsäcke werden zunächst von den älteren Tieren verschluckt, später auch von den Jungvögeln selbst aus dem Nest gestoßen. Um Nahrung betteln sie mit zitternden Flügeln und schnatternden tzzrrree-tzzrrree-Lauten. Bis zum Flüggewerden des Nachwuchses vergehen zwischen 17 und 22 Tagen, wobei die Jungvögel auch nach Verlassen des Nests noch für mindestens 10 Wochen von der Gruppe gefüttert werden. Ab einem gewissen Alter beginnen sie allerdings damit, zumindest einen Teil ihrer Nahrung selbst zu erbeuten.

## Systematik

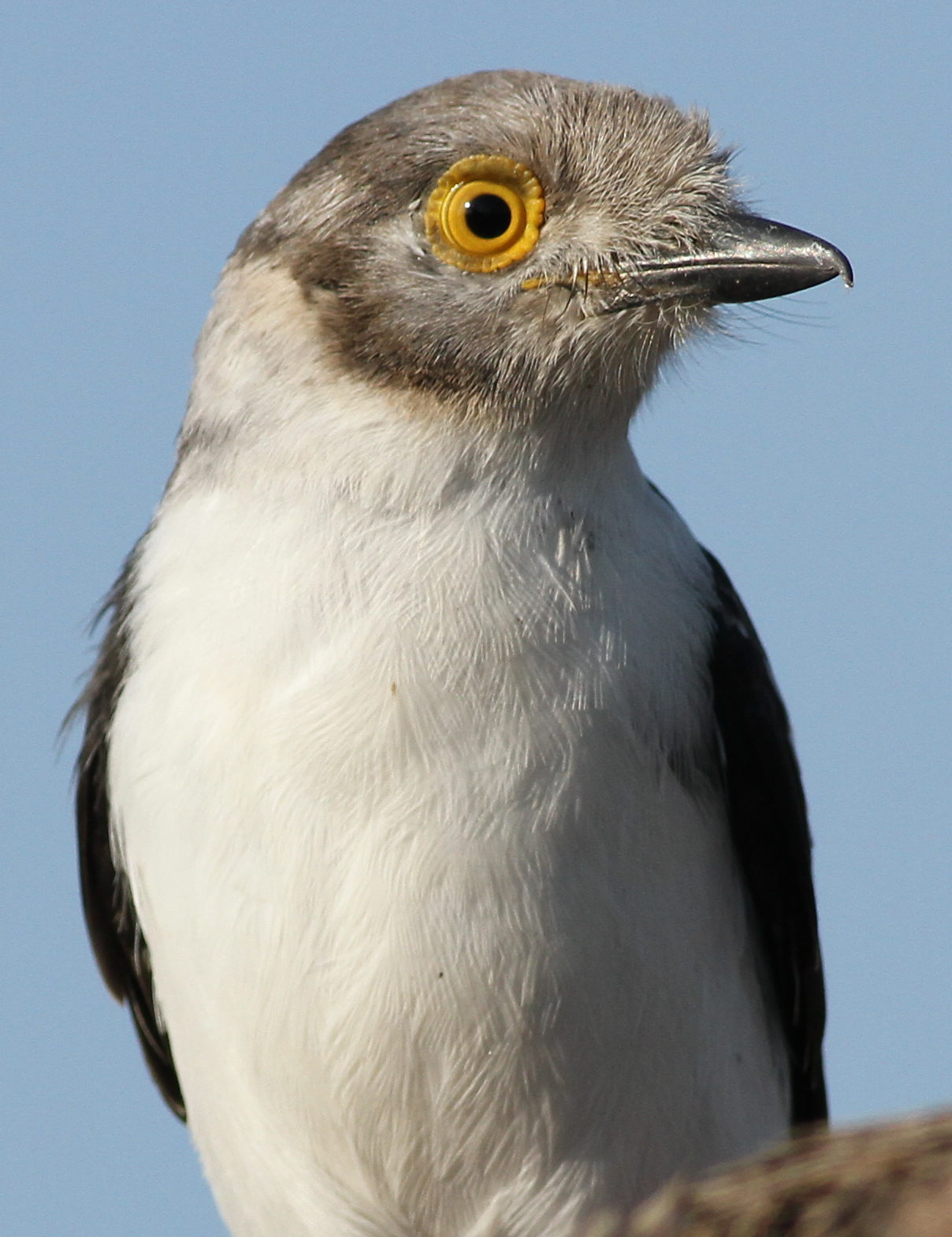
Weißschopf-Brillenvanga der südlichen Unterart P. p. poliocephalus im Mapungubwe-Nationalpark, Südafrika. Der Kopf ist fast vollständig grau gefärbt, die ausgeprägte Haube der Nominatform fehlt völlig.

Die Erstbeschreibung stammt aus dem Jahr 1809 und geht auf den britischen Naturforscher George Shaw zurück, der ihr den wissenschaftlichen Namen Lanius plumatus vergab. Shaw stellte sie damit zunächst in die Gattung der Würger. Der Holotyp ist ein Exemplar aus dem Senegal. Louis Pierre Vieillot stellte die Art 1816 in die von ihm neu beschriebene Gattung Prionops. Die International Ornithologists’ Union erkennt derzeit sechs Unterarten des Weißschopf-Brillenvangas an, wobei eine davon als unsicher angegeben wird. Die Unterarten werden unter anderem anhand der Form und Ausprägung der Haube, Details der Gefiederfärbung und ihrer Körpergröße unterschieden. Eine genaue Zuordnung eines Individuums zu einer der Unterarten ist oftmals schwierig, da sich die Verbreitungsgebiete mancher Unterarten überschneiden und Zwischenformen entsprechend häufig vorkommen.
- P. p. plumatus (Shaw, 1809) – Die Nominatform ist in Senegal und im Norden Kameruns verbreitet.[5]
- P. p. poliocephalus (Stanley, 1814) – Östliches Tansania, Malawi, südliches und östliches Sambia bis nach Mosambik und ins östliche Südafrika.[5] Ohne auffällige Haube, der Kopf ist überwiegend grau gefärbt. Die Schwanzfedern sind verkürzt.[2]
- P. p. cristatus Rüppell, 1836 – Eritrea und nördliches Äthiopien bis in den südöstlichen Sudan und in das nordwestliche Kenia.[5] Etwas größer und mit ähnlich ausgeprägter Haube wie die Nominatform. Der weiße Streifen an den Flügeln fehlt bei dieser Unterart.[2]
- P. p. talacoma Smith, A, 1836 – Zentrales und südliches Kenia, Uganda, Angola, nördliches Namibia, nördliches und östliches Botswana, Simbabwe sowie nordöstliches Südafrika.[5] Sehr ähnlich wie P. p. poliocephalus, jedoch mit proportional längeren Flügeln und größerem Anteil weißer Federn am Schwanz.[2] Die Gültigkeit dieser Unterart ist umstritten.[5]
- P. p. concinnatus Sundevall, 1850 – Zentrales Kamerun bis nordwestliches Äthiopien und Uganda.[5] Ähnlich der Nominatform, allerdings mit leicht verkürzter Haube.[2]
- P. p. vinaceigularis Richmond, 1879 – Östliches Äthiopien und Somalia bis ins östliche Kenia und nordöstliche Tansania.[5] Noch kürzere Haube als P. p. concinnatus, außerdem fehlt der weiße Streifen an den Flügeln.[2]